# Huub van Velthoven
Hubertus Johannes Josephus (Huub) van Velthoven (Strijp, 7 maart 1896 – Rosmalen, 2 juli 1985) was een Nederlandse politicus en katholiek onderwijzer. Hij was Tweede- en Eerste Kamerlid. Als lid van de Eerste Kamer was hij 23 jaar lang onderwijswoordvoerder namens de Katholieke Volkspartij (KVP).

## Loopbaan
Van Velthoven studeerde aan de Rooms-Katholieke Leergangen te Tilburg aardrijkskunde en geschiedenis. Na zijn studie werd hij dan ook docent aan de Rooms-Katholieke Lycea in 's-Hertogenbosch. Ondertussen zette Van Velthoven zijn studies voort aan de Universiteit van Utrecht, waar hij in 1935 promoveerde.
Van Velthoven was ook betrokken in de politiek en werd lid van de Roomsch-Katholieke Staatspartij (RKSP). Na de oorlog maakte Van Velthoven, als lid van de RKSP, deel uit van de voorlopige Tweede Kamer (1945-1946). In deze periode werd de RKSP opgevolgd door de KVP. Van 1946 tot 1969 werd hij lid van de Eerste Kamer voor de KVP. Daarnaast was Van Velthoven van 1950 tot 1962 ook wethouder voor onderwijs en culturele zaken van 's-Hertogenbosch.
Van Velthoven publiceerde diverse boeken met betrekking tot Noord-Brabant, 's-Hertogenbosch en de Meierij van 's-Hertogenbosch.